# Curtiss O-40 Raven
Il Curtiss O-40 Raven (corvo in inglese), fu un aereo da osservazione monomotore, biposto e monoplano ad ala alta sviluppato dall'azienda aeronautica statunitense Curtiss-Wright Corporation nei primi anni trenta.
Realizzato in un modesto numero di esemplari, venne adottato dall'US Air Army Corps, l'allora denominazione della componente aerea dell'esercito statunitense, e utilizzato fino al termine del decennio, ben presto superato da modelli più moderni ed efficaci.

## Storia del progetto

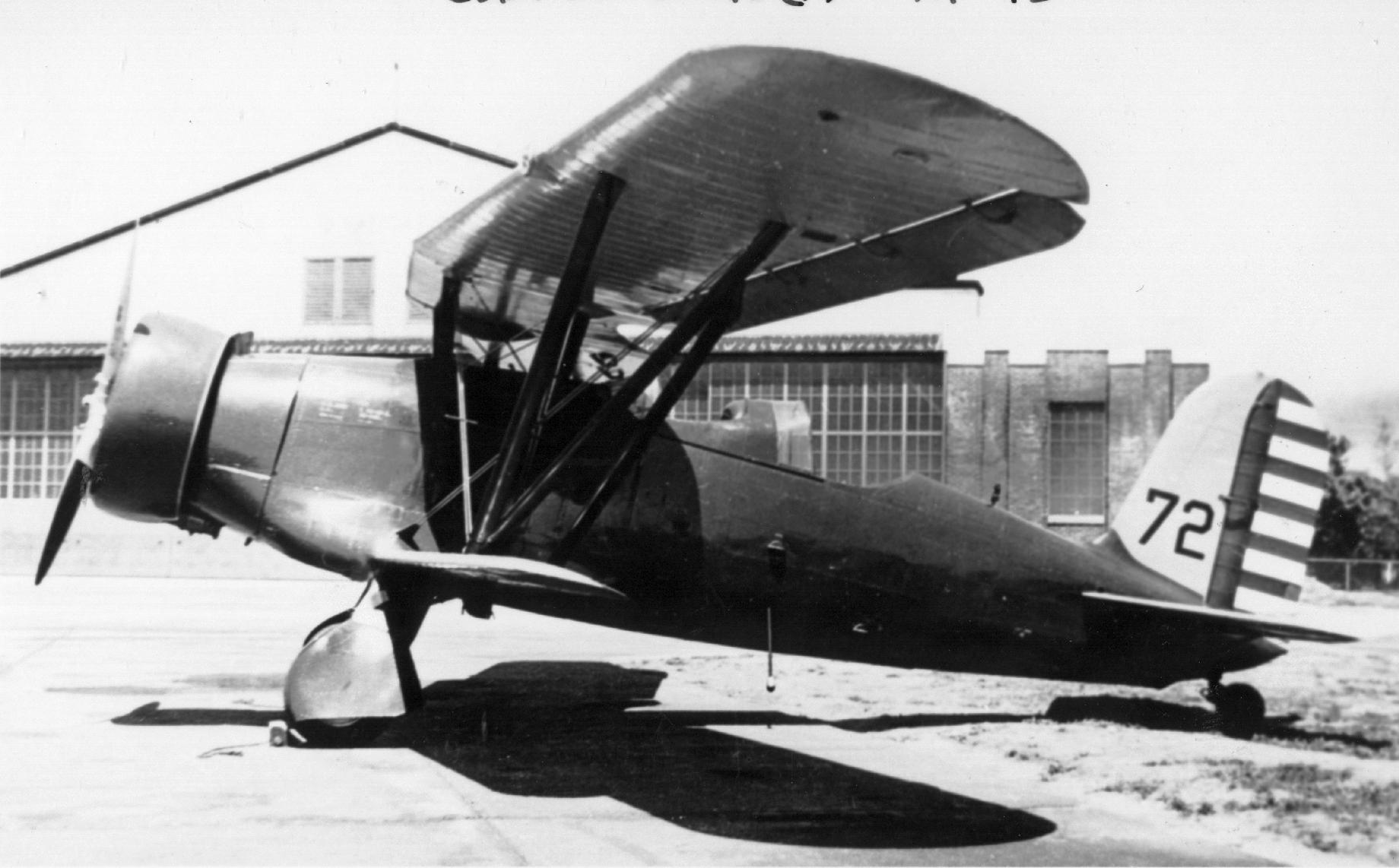
L'originale prototipo YO-40 in configurazione biplano-sesquiplana.

Nel 1931 la United States Army emise una specifica per la fornitura di un nuovo modello adatto a compiere missioni di osservazione tattica da fornire ai propri reparti. Per rispondere a tali esigenze la Curtiss-Wright intraprese la progettazione di un velivolo monomotore, indicato inizialmente come Model 62, di costruzione interamente metallica, caratterizzato da fusoliera monoscocca con doppio abitacolo aperto in tandem, abbinata a un'ala biplano-sesquiplana, ovvero con il piano alare inferiore dall'apertura significativamente ridotta rispetto al superiore, e da uno scalamento negativo ovvero con quest'ultima spostato verso coda rispetto al primo, soluzione tecnica adottata per mantenere un corretto posizionamento del baricentro. Il progetto adottava anche un raffinato, per l'epoca, carrello d'atterraggio, dotato di elementi principali anteriori ammortizzati e retrattili verso l'interno completati da un ruotino d'appoggio posteriore posto sotto la coda. La propulsione era affidata a un motore Wright R-1820 Cyclone, un 9 cilindri a configurazione radiale e raffreddato ad aria, posto all'apice anteriore della fusoliera racchiuso in una cappottatura con funzioni aerodinamiche.
Un prototipo, al quale, secondo le norme allora vigenti, venne assegnata la designazione YO-40 (Y, prototipo, O, Observer, osservatore), volò nel febbraio 1932. Le prove di volo vennero interrotte da un incidente il 20 maggio di quell'anno, tuttavia la cellula, parzialmente distrutta, venne riutilizzata per ricostruire il velivolo approntando però alcune modifiche, rinforzando la struttura dei piani alari e dotandolo di una cabina di pilotaggio chiusa da una cappottina ad apertura a scorrimento: al velivolo venne assegnata la nuova designazione YO-40A.
Le successive prove di volo soddisfecero le aspettative dell'esercito, di conseguenza venne emesso un ordine di fornitura per altri quattro esemplari di preproduzione, indicati nuovamente come YO-40A. Tuttavia l'ufficio tecnico dell'azienda decise di approntare al progetto originale delle sostanziali modifiche, decidendo di rimuovere l'ala inferiore e trasformando così il modello in un monoplano ad ala alta a parasole, dotata ora di ipersostentatori sia sul bordo d'attacco che su quello d'uscita, motorizzandolo con la versione F del Wright R-1820 Cyclone da 700 hp (710 CV), o secondo altra fonte, da un R-1820-37 da 670 hp (679 CV). Data la sostanziale differenza dal velivolo precedente, al velivolo risultante venne assegnata la designazione Y1O-40B.

## Impiego operativo
I quattro Y1O-40B furono consegnati nel giugno del 1933 e, dopo gli ultimi test di servizio, ridisegnati O-40B,. Assegnati al 1st Observation Squadron (1º squadrone osservazione) della US Air Army Corps di stanza presso Langley Field (in seguito Langley AFB), affiancando i Curtiss O-1, rimasero in linea per qualche anno prima della loro radiazione. Benché dotato di buone prestazioni e manovrabilità, durante l'impiego operativo gli equipaggi riferirono che la disposizione dei comandi all'interno cabina di pilotaggio era insoddisfacente, cosa che unita a una ridotta capacità dei serbatoi di combustibile portò alla decisione di non emettere successivi ordini di fornitura.
L'ultimo O-40B fu ritirato dal servizio nel 1939.

## Utilizzatori
Stati Uniti
- United States Army Air Corps

### Pubblicazioni
- (EN) A Modern American Observation Aircraft:The Curtiss "Raven" (Wright "Cyclone F") developed for the U.S. Army Air Corps, in Flight, No. 1241. (Vol. XXIV. No. 41.), London, 4 gennaio 1934.
- (EN) Alfred Cellier, American Military Monoplanes, in Flight, No. 1340. (Vol. XXVI.), London, 30 agosto 1934.